# Eutrichota schineri
Eutrichota schineri är en tvåvingeart som först beskrevs av Johann Andreas Schnabl 1910.  Eutrichota schineri ingår i släktet Eutrichota, och familjen blomsterflugor. Arten är reproducerande i Sverige.